# اللواء 11 حرس حدود (اليمن)
اللواء 11 حرس حدود هو لواء مشاة يمني يتبع قوات حرس الحدود ويتمركز في محافظة حضرموت، ويتبع عمليات المنطقة العسكرية الأولى.

## تاريخ

### الحرب الأهلية اليمنية 2015
في أبريل 2015 أعلن قادة اللواء 11 حرس حدود تأييدهم لشرعية الرئيس عبد ربه منصور هادي.

## القادة
| م                                    | القائد | بداية          | نهاية          | المدة |
| ------------------------------------ | ------ | -------------- | -------------- | ----- |
| العميد الركن/ صالح محمد طيمس الكازمي |        |                | 21نوفمبر 2016م |       |
| العميد / فهمي حاج محروس الصيعري      |        | 21نوفمبر 2016م |                |       |